# Ekiga
Ekiga (voorheen GnomeMeeting) is een opensourceprogramma voor VoIP en videoconferenties voor de desktopomgeving GNOME. Ekiga gebruikt zowel het protocol H.323 als het Session Initiation Protocol (SIP). Het ondersteunt vele audio- en videocodecs en is uitwisselbaar zowel met software die SIP ondersteunt als met Microsoft NetMeeting.
Ekiga is oorspronkelijk geschreven door Damien Sandras, ter promotie aan de Université catholique de Louvain. De opensourcegemeenschap heeft aan Ekiga bijgedragen onder leiding van Damien Sandras.
Ekiga is geschreven in C++, maar de grafische gebruikersomgeving is geschreven in C.